# Doljani, Srbija
Doljani (izvirno srbsko Дољани) je naselje v Srbiji, ki upravno spada pod Mesto Novi Pazar; slednja pa je del Raškega upravnega okraja.

## Demografija
V naselju živi 79 polnoletnih prebivalcev, pri čemer je njihova povprečna starost 42,4 let (37,2 pri moških in 52,9 pri ženskah). Naselje ima 22 gospodinjstev, pri čemer je povprečno število članov na gospodinjstvo 2,91.
To naselje je, glede na rezultate popisa iz leta 2002, večinoma srbsko.
|  |

| Demografija | Demografija     | Demografija     |
| Leto        | Št. prebivalcev | Št. prebivalcev |
| ----------- | --------------- | --------------- |
|             |                 |                 |
|             |                 |                 |
|             |                 |                 |
|             |                 |                 |
| 1948        | 207             |                 |
| 1953        | 259             |                 |
| 1961        | 262             |                 |
| 1971        | 199             |                 |
| 1981        | 164             |                 |
| 1991        | 94              | 94              |
| 2002        | 96              | 89              |
|             |                 |                 |

| Etnična sestava po popisu iz leta 2002 | Etnična sestava po popisu iz leta 2002 | Etnična sestava po popisu iz leta 2002 | Etnična sestava po popisu iz leta 2002 | Etnična sestava po popisu iz leta 2002 |
| -------------------------------------- | -------------------------------------- | -------------------------------------- | -------------------------------------- | -------------------------------------- |
| Srbi                                   | Srbi                                   |                                        | 86                                     | 96,62%                                 |
| Bošnjaki                               | Bošnjaki                               |                                        | 3                                      | 3,37%                                  |
| Neznano                                | Neznano                                |                                        | 0                                      | 0,0%                                   |